# Кім Чон Ін
Кім Чон Ін (кор. 김종인, нар. 14 січня 1994), більш відомий як Кай (кор. 카이), — південнокорейський співак, модель, актор та танцюрист. Він є учасником південнокорейсько-китайського юнацького гурту EXO, його підрозділу Exo-K і південнокорейського супергурту SuperM. Окрім діяльності свого гурту, Кай також знявся у різних телевізійних драмах, таких як Choco Bank (2016), Andante (2017) та Spring Has Come (2018).

## Раннє життя
Кай народився 14 січня 1994 року в Сунчхон, провінція Південна Чолла, Південна Корея. Він почав танцювати, коли йому було 8 років. Спочатку він займався джазовим танцем, але після перегляду «Лускунчика» він почав тренуватися в балеті ще в третьому класі. Він заявив, що його батьки спочатку хотіли, щоб він вивчив тхеквондо та фортепіано.
Після участі в конкурсі SM Best Best Contest за заохоченням батька він виграв і підписав договір з компанією у 2007 році в віці 13 років. Він почав тренуватися з хіп-хопу після приєднання до SM Entertainment.
У лютому 2012 року Кай закінчив школу сценічних мистецтв у Сеулі.

## Кар'єра

### 2011–15: Дебют та кар'єра
Кай був першим членом Exo, який був офіційно представлений фанатам 23 грудня 2011 року. Перший телевізійний виступ він зробив разом із колегами EXO Луханом, Чен і Дао, а також іншими артистами SM Entertainment у музичній програмі SBS Gayo Daejeon наприкінці 2011 року (29 грудня). Гурт офіційно дебютував у квітні 2012 року і відтоді набув значної популярності та комерційного успіху.
У жовтні 2012 року Кай брав участь у рекламній групі Younique Unit разом з однокласниками Еунхюком, Генрі, Хйойоном, Теміном та Луханом. Гурт випустив сингл під назвою «Maxstep» в рамках співпраці між SM Entertainment та Hyundai. Пізніше, у грудні 2012 року, він приєднався до танцювального гурту SM The Performance, разом з колегами-учасниками Lay, TVXQ Yunho, Super Junior Eunhyuk і Donghae, Мінхо та Теміном з Shinee. Гурт вперше виступив на заході SBS Gayo Daejeon 29 грудня та виконав свій сингл «Spectrum». Сингл офіційно вийшов на наступний день.
У серпні 2014 року Кай був представлений у пісні «Pretty Boy» з дебютного сольного альбому учасника гурту Shinee Теміна.

### 2016— сьогодення: акторська кар'єра та SuperM
У січні 2016 року він дебютував актором у ролі чоловічої ролі у вебдрамі Choco Bank, яка домоглася рекордної глядацької аудиторії. У грудні 2016 року він знявся у двох серіях спеціальної вебдрами «First Seven Kisses», яку продюсував Lotte Duty Free.
У січні 2017 року було оголошено, що Кай знявся у ролі чоловічої ролі у підлітковій драмі KBS Andante, де зіграв студента середньої школи. У лютому 2017 року його зняли в японській драмі Spring Spring Come за мотивами однойменного японського роману. Драма вперше відзначає, що не японський актор взяв головну роль у драмі, створеній радіостанцією WOWOW.
У грудні 2017 року Кай був обраний моделлю обкладинки грудневого випуску «The Big Issue», журналу, який відомий тим, що допомагає бездомним. Журнал розпродав 20 000 примірників протягом перших двох днів, і до цього часу було продано 80 000 примірників, що фіксує найбільшу кількість проданих примірників з моменту виходу журналу в липні 2010 року.
У 2018 році Кай був знятий у мелодрамі KBS «Miracle That We Met».
7 серпня 2019 року Кай був підтверджений учасником SuperM, «K-pop supergroup», створеної SM Entertainment у співпраці з Capitol Records. Акції групи планується розпочати у жовтні та спрямовані на американський ринок. Кай був обраний першим послом Gucci Eyewear Men Global в Кореї. SuperM дебютував у одно названому дебютному EP групі 4 жовтня 2019 року.

## Дискографія

### Мініальбоми
| Назва   | Деталі                                                                                            | Пікові позиції у чартах | Пікові позиції у чартах | Пікові позиції у чартах | Продажі                   | Сертифікації     |
| Назва   | Деталі                                                                                            | KOR                     | US Heat.                | US World                | Продажі                   | Сертифікації     |
| ------- | ------------------------------------------------------------------------------------------------- | ----------------------- | ----------------------- | ----------------------- | ------------------------- | ---------------- |
| Kai     | - Реліз: 30 листопада 2020 - Лейбл: SM Entertainment - Формат: CD, цифрове завантаження, стриминг | 3                       | 7                       | 11                      | - Південна Корея: 359,563 | - KMCA: Platinum |
| Peaches | - Реліз: 30 листопада 2021 - Лейбл: SM Entertainment - Формат: CD, цифрове завантаження, стриминг | 2                       | —                       | —                       | - Південна Корея: 265,201 | - KMCA: Platinum |

### Пісні
| Назва                                                                            | Рік    | Пікові позиції у чартах | Пікові позиції у чартах | Пікові позиції у чартах | Продажі (DL)             | Альбом                             |
| Назва                                                                            | Рік    | KOR                     | KOR Hot                 | US World                | Продажі (DL)             | Альбом                             |
| Сингли                                                                           | Сингли | Сингли                  | Сингли                  | Сингли                  | Сингли                   | Сингли                             |
| -------------------------------------------------------------------------------- | ------ | ----------------------- | ----------------------- | ----------------------- | ------------------------ | ---------------------------------- |
| «Mmmh» (кор. 음)                                                                 | 2020   | 26                      | 92                      | 15                      | —                        | Kai                                |
| «Peaches»                                                                        | 2021   | 73                      | —                       | 13                      | —                        | Peaches                            |
| Колаборації                                                                      |        |                         |                         |                         |                          |                                    |
| «Maxstep» (як учасник Younique Unit)                                             | 2012   | 228                     | —                       | —                       | —                        | PYL Younique Volume 1              |
| Як запрошений виконавець                                                         |        |                         |                         |                         |                          |                                    |
| «Pretty Boy» (Кай з Теміном)                                                     | 2014   | 33                      | —                       | 15                      | - Південна Корея: 53,588 | Ace                                |
| Інші появи                                                                       |        |                         |                         |                         |                          |                                    |
| «Deep Breath»                                                                    | 2014   | —                       | —                       | —                       | - Південна Корея: 12,485 | Exology Chapter 1: The Lost Planet |
| «I See You»                                                                      | 2019   | —                       | —                       | —                       | —                        | Exo Planet #4 — The EℓyXiOn [dot]  |
| «—» релізи, що не потрапили у чарти або не були випущені у відповідних регіонах. |        |                         |                         |                         |                          |                                    |

## Нагороди і номінації
| Нагорода                  | Рік  | Категорія                         | Номінант / Робота                       | Результат | Прим.  |
| ------------------------- | ---- | --------------------------------- | --------------------------------------- | --------- | ------ |
| Asian Pop Music Awards    | 2021 | Best Male Artist (Overseas)       | Kai (开)                                | Перемога  | [ 38 ] |
| Asian Pop Music Awards    | 2021 | People's Choice Award (Overseas)  | Kai (开)                                | Перемога  | [ 38 ] |
| Asian Pop Music Awards    | 2021 | Best Dance Performance (Overseas) | «Mmmh»                                  | Номінація | [ 39 ] |
| Blue Dragon Series Awards | 2022 | Best New Male Entertainer         | Новий світ                              | Перемога  | [ 40 ] |
| Golden Disc Awards        | 2020 | Disc Bonsang                      | Kai (开)                                | Номінація | [ 41 ] |
| KBS Drama Awards          | 2018 | Best New Actor                    | Диво, яке ми зустріли                   | Номінація | [ 42 ] |
| KBS Drama Awards          | 2018 | Best Couple Award                 | Kai (з Ла Мі Ран) Диво, яке ми зустріли | Номінація | [ 42 ] |
| StarHub Night of Stars    | 2018 | Favourite Korean Drama Character  | Andante                                 | Перемога  | [ 43 ] |